# SUMMER of LOVE (倖田來未のアルバム)
『SUMMER of LOVE』（サマー・オブ・ラブ）は、日本の歌手・倖田來未の1枚目となるコレクション・アルバム。2015年7月22日にrhythm zoneより発売された。

## 解説
アルバムとしては、オリジナル・アルバム『WALK OF MY LIFE』から約4ヶ月ぶりのリリース。「CD＋DVD」「CD＋Blu-ray」「CDのみ」の合計3形態で発売された。
自身初のサマー・コレクション・アルバムとなる本作には、32ndシングル「4 hot wave」以降に発売されたシングル曲から選ばれた13曲と、新曲3曲の全16曲が収録されている。
DVDおよびBlu-rayには、新曲「EX TAPE」、「HURRICANE」のミュージック・ビデオとメイキング映像のほか、CDには未収録の「人魚姫」、「JUICY」、「Run For Your Life」、「That Ain't Cool」、「走れ!」のミュージック・ビデオも収録されている。

## コンセプト
今作のコンセプト・テーマは、「“夏は、恋の話をしたくなる。そう思わない？”」。誰もが一度は耳にしたことがあるサウンドからは、曲と共に聴いていた当時の記憶も甦り、懐かしさを感じさせつつも、楽曲自体の古さは全く感じさせない。“倖田來未”というアーティストのポテンシャルを感じることができる作品に仕上がっている。

## 楽曲解説
※ここでの解説はアルバム楽曲のみのを参照する。シングル楽曲の解説や詳細に関しては、各シングル曲を参照。
EX TAPE
これまでにない新しいサウンドを提示した新曲。
「“昔の恋が忘れられないなら、無理して忘れなくてもいい”、“過去の恋をしていたときも、本当の自分”」というメッセージが込められている。
本曲について倖田は「本当に私とガールズトークをしているイメージでレコーディングした曲なので、目の前で私と話しているかのように聞いてもらえたら嬉しい」としている。
HURRICANE
「ハリケーンのような男の子に巻き込まれるのはわかっているのに、そういう彼を追いかけてしまう恋の話」をインスピレーションして制作された新曲。
NO ONE ELSE BUT YOU
「TLC」や「MARY J. BLIGE」といったルーツとして通ってきたサウンドを今風にイメージさせた新曲。
ファンへ向けて制作した曲としている。スタッフからは「子供に向けて書いた曲？」と指摘された事に関して、倖田は「私にとって、やっぱりファンって家族なんだなって改めて感じた」と語っている。

## 収録内容

### CD
※ は、DVD・Blu-ray未収録曲。
☆ は、アルバム初収録曲。
★ は、シングルバージョン初収録曲。
1. EX TAPE [3:12]
作詞・作曲：Kumi Koda、Unik、Katerina Bramley
新曲。
2. HURRICANE [3:57]
作詞・作曲：Kumi Koda、Kanata Okajima、Maegan Cottone、Sky Adams
新曲。
3. NO ONE ELSE BUT YOU ※ [3:53]
作詞：Kumi Koda
作曲：UTA、Erik Pettersson、Angelica Ahman
新曲。
4. I'll be there [4:12]
作詞：Kumi Koda
作曲：Shintaro Hagiwara
編曲：tasuku
32ndシングル「4 hot wave」収録曲。
5. With your smile ※ [4:12]
作詞：Kumi Koda
作曲：Toru Watanabe
編曲：h-wonder
32ndシングル「4 hot wave」収録曲。
6. FREAKY [3:19]
作詞：Kumi Koda
作曲・編曲：Tommy Henriksen
36thシングル。
7. girls ※ [4:38]
作詞：Kumi Koda
作曲：Kousuke Morimoto
編曲：h-wonder
36thシングルのカップリング曲。
8. Lick me ♥ [3:29]
作詞：Kumi Koda
作曲：YOO
編曲：Hiroto Suzuki
44thシングル「3 SPLASH」収録曲。
9. Once Again ※ ☆ [4:37]
作詞：Pushim
作曲：Pushim、Shunya Mori
編曲：Pushim、Shunya Mori
40thシングル「MOON」収録曲。
10. Lady Go! ※ [4:52]
作詞：Kumi Koda
作曲：Kousuke Morimoto
編曲：Yusuke Tanaka
40thシングル「MOON」収録曲。
11. Lollipop [3:21]
作詞：Kumi Koda
作曲：Ian Curnow, Julie Morrison, Jane Vaughan
47thシングル「Gossip Candy」収録曲。
12. Poppin' love cocktail feat. TEEDA [5:01]
作詞：Kumi Koda, TEEDA
作曲：BACK-ON
編曲：BACK-ON & JIN
50thシングル「4 TIMES」収録曲。
13. V.I.P. ★ [3:05]
作詞・作曲：Kumi Koda, Toby Gad, Jessica Cornish
編曲：Toby Gad
50thシングル「4 TIMES」収録曲。
14. LALALALALA [3:37]
作詞：Kumi Koda
作曲：Figge Bostrom, Anna Engh
編曲：Shinjiro Inoue
55thシングル「Summer Trip」収録曲。
15. TOUCH DOWN [3:45]
作詞・作曲：Kumi Koda, Toby Gad, Joanna Levesque
編曲：Toby Gad
55thシングル「Summer Trip」収録曲。
16. HOTEL [3:20]
作詞・作曲：Kumi Koda、H.U.B.、Didrik Thott、Sebastian Thott、Ylva Dimberg
57thシングル。

### DVD・Blu-ray
☆ は、Blu-ray初収録。
※ は、CD未収録曲。
Music Video
1. EX TAPE
2. HURRICANE
3. I'll be there ☆
4. 人魚姫 ☆ ※
5. JUICY ☆ ※
6. FREAKY ☆
7. Run For Your Life ☆ ※
8. Lick me ♥ ☆
9. 走れ! ☆ ※
10. That Ain't Cool ☆ ※
11. Lollipop ☆
12. Poppin' love cocktail feat. TEEDA ☆
13. V.I.P. ☆
14. KO-SO-KO-SO
15. TOUCH DOWN
16. HOTEL
17. EX TAPE / HURRICANE Making Video

## 収録ライブ映像 (シングル曲除く)
- EX TAPE
  - 『Koda Kumi 15th Anniversary Premium Live』(WINTER of LOVE、ファンクラブ限定盤)
- HURRICANE
  - 『Koda Kumi 15th Anniversary Premium Live』(WINTER of LOVE、ファンクラブ限定盤)